# The Phone Call
Pour plus de détails, voir Fiche technique et Distribution.
The Phone Call est un film britannique réalisé par Mat Kirkby (en) et sorti en 2013.
Il a été récompensé par l'Oscar du meilleur court métrage en prises de vues réelles en 2015.

## Synopsis
Une jeune femme timide, travaillant dans un centre d'appels, reçoit un mystérieux coup de téléphone qui va changer sa vie à jamais.

## Fiche technique
- Réalisation : Mat Kirkby (en)
- Scénario : Mat Kirkby, James Lucas (en)
- Durée : 20 minutes
- Dates de sortie :
  - 20 octobre 2013 ( Royaume-Uni)
  - 9 octobre 2014 ( États-Unis)

## Distribution
- Sally Hawkins : Heather
- Jim Broadbent : Stan
- Edward Hogg : Daniel
- Prunella Scales : Joan

## Distinctions
- 87e cérémonie des Oscars en 2015 : Oscar du meilleur court métrage en prises de vues réelles[1]
- 2015 : Meilleur court métrage au Festival du film de Cracovie
- Prix du public au festival de Dresde